# Joseph von Semlin
Pour les articles homonymes, voir Semlin.
Johann Joseph von Semlin (né Ali Mirza Khan, 1736-1824) est le fils réputé de Nader Chah.

## Biographie
Après le meurtre de Chah, un fidèle a amené Ali Mirza Khan à Marie-Thérèse à Vienne, en Autriche, qui l'a nommé Johann Joseph Freiherr von Semlin,,. 
En 1746, lorsque Von Semlin avait 10 ans, il a été envoyé à Graz pour apprendre la langue allemande et la culture européenne. En 1756, il se convertit au christianisme et deux ans plus tard est revenu à Vienne.